# Mohamed Hussien
Mohamed Adel Elsaid Hussien (arabisch محمد عادل السيد حسين; * 15. Juli 1978) ist ein ägyptischer Fußballschiedsrichter. 
Seit 2018 steht Hussien auf der Liste der FIFA-Schiedsrichter und leitet internationale Fußballpartien.
Beim Afrika-Cup 2024 in der Elfenbeinküste leitete Hussien ein Gruppenspiel und ein Achtelfinale. Zudem war er bei der Afrikanischen Nationenmeisterschaft 2023 in Algerien sowie als Videoschiedsrichter beim U-23-Afrika-Cup 2023 in Marokko im Einsatz.
Hussien arbeitet als Polizist in Kairo.